# HMS Cooke (K471)
Не варто плутати з фрегатом «Кук» типу «Бей»
«Кук» (англ. HMS Cooke (K471) — військовий корабель, фрегат типу «Кептен» підтипу «Евартс» Королівського військово-морського флоту Великої Британії за часів Другої світової війни.

## Історія створення
Фрегат «Кук» був закладений 11 березня 1943 року на верфі американської компанії Boston Navy Yard у Бостоні, як ескортний міноносець типу «Евартс» USS Dempsey (DE-267). 22 квітня 1943 року він був спущений на воду, а 23 серпня 1943 року переданий до Королівських ВМС Великої Британії, де за тиждень увійшов до бойового складу флоту.

## Історія служби
На початку січня 1944 року «Кук» був призначений до складу спеціальної корабельної групи. Разом з іншими кораблями своєї ескортної групи («Блеквуд», «Дакворт», «Дометт» та «Ессінгтон») він вирушив з Белфаста до Скапа-Флоу на Оркнейських островах. 5 січня 1944 року кораблі вийшли зі Скапа-Флоу як частина ескорту для оперативної групи, яка переводилася до британського Східного флоту в Коломбо, Цейлон, і складалася з лінійних кораблів «Веліант» та «Квін Елизабет», лінійного крейсера «Рінаун» і авіаносців «Ілластріас» та «Унікорн». Кораблі прибули до Гібралтару 7 січня 1944 року після важкого переходу, потім продовжили рух через Середземне море до Суецького каналу, прибувши до Суеца 12 січня 1944 року. Там «Кук» та інші кораблі 3-ї ескортної групи припинили супровід і вирушили назад до Британських островів.
29 червня 1944 року 3-тя ескортна група, до складу якої входив «Кук», відслідкувала напад бомбардувальника «Ліберейтор» на підводний човен у протоці Ла-Манш на захід від Гернсі. Унаслідок пошуку «Дакворт» та кораблі групи «Ессінгтон», «Дометт» і «Кук» знайшли та знищили U-988, що стало їх першим успіхом.
30 червня 1944 року німецький підводний човен U-441 був виявлений західніше Гернсі. В результаті атаки глибинними бомбами британських бомбардувальника «Ліберейтора» та фрегатів «Ессінгтон», «Дакворт», «Дометт» та «Кук» німецька субмарина була потоплена.
26 липня 1944 року «Кук» потопив глибинними бомбами в Ла-Манші на південний схід від скель Еддістоун німецький підводний човен U-214 з усім екіпажем.